# Патінко

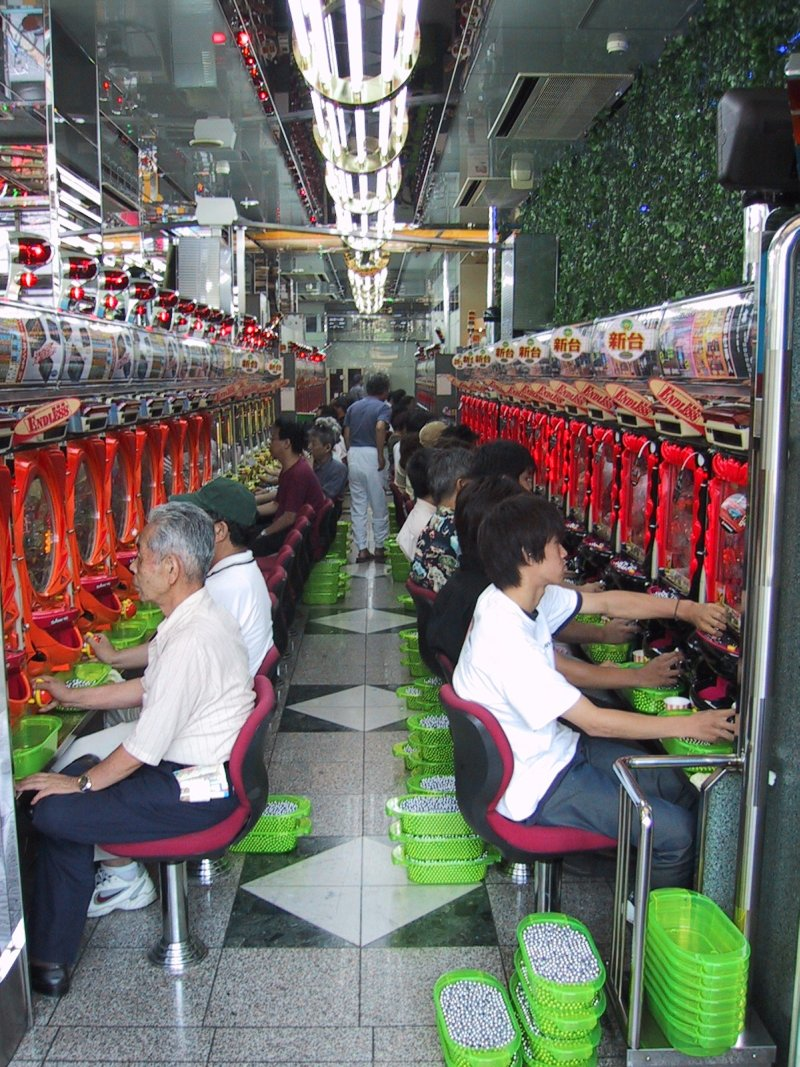
Гравці в патінко

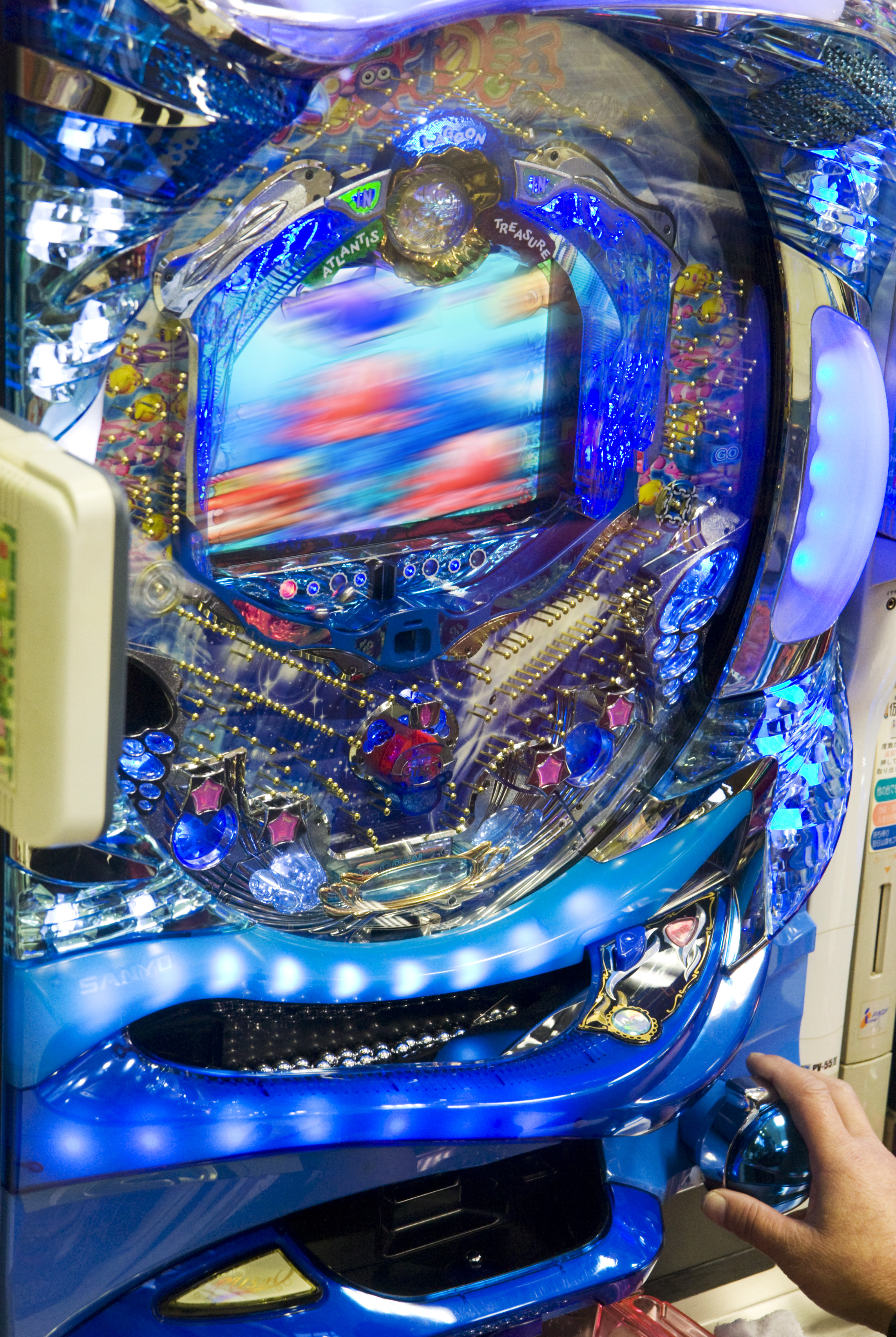
Автомат патінко

Патінко (яп. パチンコ) — ігровий автомат, який являє собою проміжну форму між грошовим ігровим автоматом і вертикальним пінболом, надзвичайно популярний у Японії.
Оскільки в Японії не дозволено казино, а тоталізатор допускається суто на кінних перегонах, велосипедних і човнових перегонах, гра патінко  дуже популярна, хоча захоплення нею поступово зменшується.

## Принцип роботи
Гравець купує кілька (зазвичай сотні або навіть тисячі) маленьких металевих кульок, засипає їх зверху у прилад, після чого може регулювати важелем швидкість вистрілювання кульок на ігрове поле. Потік кульок сиплеться вниз крізь лабіринт штирів, каналів і заслінок. Велика частина кульок пропадає даремно, проте одна з них завжди потрапляє в спеціальний отвір, що призводить до того, що:
- видається певна фіксована кількість нових кульок,
- лабіринт перебудовується на короткий час таким чином, що ймовірність виграшу зростає,
- запускається механізм, встановлений у центрі гри, що нагадує ігровий автомат, який викидає виграш у вигляді нової порції кульок випадкової кількості.

Оскільки в Японії діє загальна заборона на азартні ігри, то грошових призів немає. Виграш, що складається з металевих кульок, можна обміняти тільки на речові призи, такі, як запальничка або флакон парфумів. Однак, поблизу дуже багатьох ігрових залів патінко є магазини, де певні речові призи можна обміняти на готівку, що створює легальну «сіру зону», часто пов'язану з якудзою. Як альтернатива, при деяких ігрових залах створюється певна подоба «банку», де виграні кульки заносяться на рахунок гравця і можуть бути згодом видані, формально — для продовження гри.

## Історія
Патінко базується на західноєвропейській грі в більярд XVIII століття під назвою «багатель», де гравці кидали кулі повз дерев'яні кеглі в лунки. Між 1750 і 1790 роками почали грати у варіант багателю з використанням тонких металевих пелюсток.
На початку XX століття багатель існував як дитяча гра, і як азартна гра для дорослих. Перший «сучасний салон патінко» запустив мешканець Нагої Хіроно Хама в 1930 році. В 1948 Масамура Такеучі з Нагої створив кілька додаткових варіацій, які стали дуже популярними іграми. Назва гри натхненна характерним цокотливим звуком кульок. З 1945 по 1954 роки в автоматах могли використовуватися кульки від підшипників. Їхнє використання припинилося, коли запровадили стандарти на кульки.
Ранні автомати патінко були чисто електромеханічними і не мали доповнення у вигляді ігрового автомата. Він з'явився тільки в 1977 році. На місце механічних вказівників прийшли рідкокристалічні дисплеї, на яких іконками і різними символами розповідаються невеликі історії, які закінчуються успіхом (виграшем) або поразкою.
Створюються автомати, оформлені на тему популярних манґи та аніме. Зі зростанням популярності відеоігор виробники автоматів патінко стали випускати тематичні патінко, оформлені в стилі відомих відеоігор.

## Популярність і наслідки
Подібно будь-якій азартній грі, патінко може викликати залежність. У 1989 році близько 30 млн людей повідомили, що грали в патінко. До 2017 року їх стало лише 9 млн. Однак середня сума, витрачена на людину на гру, зросла майже вчетверо. Станом на 2020 рік лише близько 7 млн людей грали в патінко, на що вплинули карантинні заходи, пов'язані з пандемією COVID-19.
У гральних залах патінко дозволено куріння.

## Патінко і шахрайство
Автомати вразливі до шахрайства, бо нечесні гравці можуть приносити власні кульки, або скеровувати їхнє падіння магнітами. Також сама конструкція патінко може мати механічні або програмні недоліки, які експлуатують гравці. Трапляються випадки нелегальної заміни деталей автоматів на такі, що сприяють виграшу. Іноді персонал гральних закладів вступає у змову з гравцями, щоб забезпечити нечесний виграш.